# Los Angeles and Salt Lake Railroad
La Los Angeles and Salt Lake Railroad, spesso abbreviata in LA&SL, era una società ferroviaria statunitense che gestiva una linea ferroviaria tra le omonime città, tramite Las Vegas, Nevada. Incorporata nello Utah nel 1901 come San Pedro, Los Angeles and Salt Lake Railroad, la linea era in gran parte il frutto di William A. Clark, un barone minerario del Montana e senatore degli Stati Uniti. Clark chiese l'aiuto del senatore statunitense dello Utah, Thomas Kearns, un magnate minerario e giornalista, per assicurare il successo della linea attraverso lo Utah. La costruzione della linea principale della ferrovia venne completata nel 1905. Gli azionisti della società adottarono il nome LA&SL nel 1916. La ferrovia era anche nota con il suo soprannome ufficiale "The Salt Lake Route", a volte informalmente denominata "The Clark Road". I binari sono ancora in uso dalla moderna Union Pacific Railroad, come le suddivisioni Caliente, Sharp e Lynndyl.

## Storia
Lo sviluppo della linea ferroviaria che divenne la LA&SL iniziò nel 1871 quando la Utah Southern Railroad cominciò a costruire a sud da Salt Lake City. La Utah Southern, controllata dalla più grande Union Pacific Railroad (UP), costruì una linea a una stazione nota come Juab, Utah, nel 1879. Da lì una seconda filiale della UP, nota come Utah Southern Railroad Extension, costruì i binari a Milford, Utah, nel 1880. Alla fine del secolo, queste e altre linee furono assorbite dalla Oregon Short Line Railroad, una filiale molto più grande della UP.
Il lavoro di estendere la linea a sud di Milford cominciò a partire dal 1889, ma nessun binario fu effettivamente costruito per problemi finanziari. La costruzione riprese nel 1899 quando il percorso fu completato fino al confine tra Utah e Nevada. Il lavoro di classificazione si estese nel Nevada, e l'intento dichiarato della UP era di continuare la linea fino alla California meridionale.
Un altro giocatore entrò in scena nel 1900, tuttavia, quando William A. Clark acquisì il lotto della Los Angeles Terminal Railway con l'occhio di estendere la linea a nord-est di Salt Lake. La ferrovia fu reincorporata nel 1901 come San Pedro, Los Angeles & Salt Lake Railroad, e Clark annunciò piani per costruire una linea tra Salt Lake e la California meridionale. Clark riunì i sostenitori politici e finanziari per assistere nel progetto, sia nella California che nello Utah; la concorrenza della Union Pacific Railroad e del suo formidabile leader E. H. Harriman erano in opposizione al piano di Clark.
Le forze di Clark iniziarono i lavori di costruzione nel Nevada, lungo l'attuale grado della UP, e una breve "guerra ferroviaria" avvenne prima che Clark e la UP chiamassero una tregua nel 1903. Il loro accordo richiedeva che la ferrovia di Clark doveva acquisire gli attuali binari della UP a sud di Salt Lake City; a sua volta, la UP riceveva un 50% della proprietà di proprietà nella ferrovia di Clark. La costruzione della linea rimanente è passata rapidamente a Daggett, California, dove si connetteva con la ATSF, e la linea completa tra Salt Lake e Los Angeles fu aperta il 1º maggio 1905. Nella California, Clark negoziò un accordo dei diritti dei binari da Daggett a Riverside, California, consentendo alla sua nuova linea di utilizzare l'attuale Atchison, Topeka and Santa Fe Railway per percorrere il Cajon Pass, invece di costruire i propri binari attraverso il passo.
Il 16 aprile 1916, gli azionisti della ferrovia votarono per rimuovere "San Pedro" dal nome della società; l'ex città di San Pedro fu annessa alla città di Los Angeles nel 1909. La LA&SL operava autonomamente fino al 27 aprile 1921, quando la UP accettò di acquisire il mezzo interesse di Clark nella ferrovia. Dopo il 1921, le linee della LA&SL operavano come parte del sistema della UP, anche se la società della LA&SL continuò ad esistere su carta fino al 1º gennaio 1988. L'ex linea principale della LA&SL rimane oggi parte della rete della UP oggi come le suddivisioni Caliente e Lynndyl.
Nel 1925, la LA&SL registrava 1.158 milioni di tonnellate di trasporto merci e 192 milioni di passeggeri; alla fine di quell'anno operava 1.220 miglia di strada e 1.970 miglia di pista.

## Percorso e stazioni
A seguito della pratica standard della ferrovia, la LA&SL definì una serie di posizioni lungo il suo percorso come "punti di divisione" per le attività operative e di manutenzione della ferrovia. Viaggiando a sud-ovest da Salt Lake, i punti di divisione della ferrovia erano Lynndyl, Utah; Milford, Utah; Caliente, Nevada; Las Vegas; Yermo, California; e San Bernardino, California. La ferrovia inoltre mantenne una presenza sostanziale nella città remota di Kelso, California. Quasi l'intero percorso della ferrovia attraversava un terreno deserto terribile e in gran parte non popolato. Non c'erano centri di popolazione importanti tra i punti finali della ferrovia fino a quando la città di Las Vegas iniziò la sua rapida crescita nel Medio Novecento.
La LA&SL era nota per i suoi depositi, molti dei quali imponevano strutture nello stile architettonico Mission. Il più grande deposito, a Milford, fu chiuso nel 1979, ma il punto di riferimento delle stazioni della LA&SL di Caliente e Kelso sopravvivono oggi. Diversi piccoli depositi Mission eretti dalla ferrovia esistono ancora nel sud della California. Almeno due delle stazioni più piccole della ferrovia, a Lund e Black Rock, Utah, sono state progettate dal noto architetto Gilbert Stanley Underwood. Il deposito di Salt Lake City venne costruito in stile rinascimentale francese ed è un punto di riferimento di quella città.